# Fin siv
Fin siv (Juncus capitatus) er en art af Siv, der er hjemmehørende i Europa, Asien og Nordafrika. Den er også indført i dele af Nordamerika, såsom Californien og den Mexicanske Golf. Den vokser i fugtige områder, såsom vådt sand, vandhuller og grøfter.

## Beskrivelse
Fin siv er en lille enårig urt, der ikke overstiger ti centimeter i højden. Stænglerne er oprejste og fyldige, flade eller noget bølgede. Bladene er basale og op til 3 eller 4 centimeter lange. Planten er grøn til rød eller brunlig. Hver stilk bærer en blomsterstand på op til seks klyngede blomster. De spidse støtteblade i bunden af blomsterstanden er ofte over en centimeter lange, længere end blomsterklyngen selv og er noget bladlignende. Hver blomst har spidse ydre kugler og tyndere, kortere, ovalformede indre kugler. Der er tre støvdragere. Frugten er en lille oval formet kapsel på en til to millimeter lang.

## Udbredelse og levesteder
Dværghastigheden er hjemmehørende i Europa, Asien og Nordafrika. På de britiske øer kendes den kun fra Anglesey, Cornwall og Kanaløerne og er sjælden på alle disse steder. Bestanden i Danmark er i tilbagegang, og findes nu kun på Sydlangeland, og den er regnet som en truet art på den danske rødliste.
Den spirer om efteråret og vokser på steder, hvor der står vand om vinteren, og som tørrer helt om sommeren, hvilket betyder, at planten står over for lidt konkurrence. Disse placeringer omfatter klippe-afsatser ved havet, i klitlavninger. Nogle steder er den undertiden blevet antaget at være lokalt uddød, men dukkede derefter op igen senere.